# پایگاه هوایی المندورف

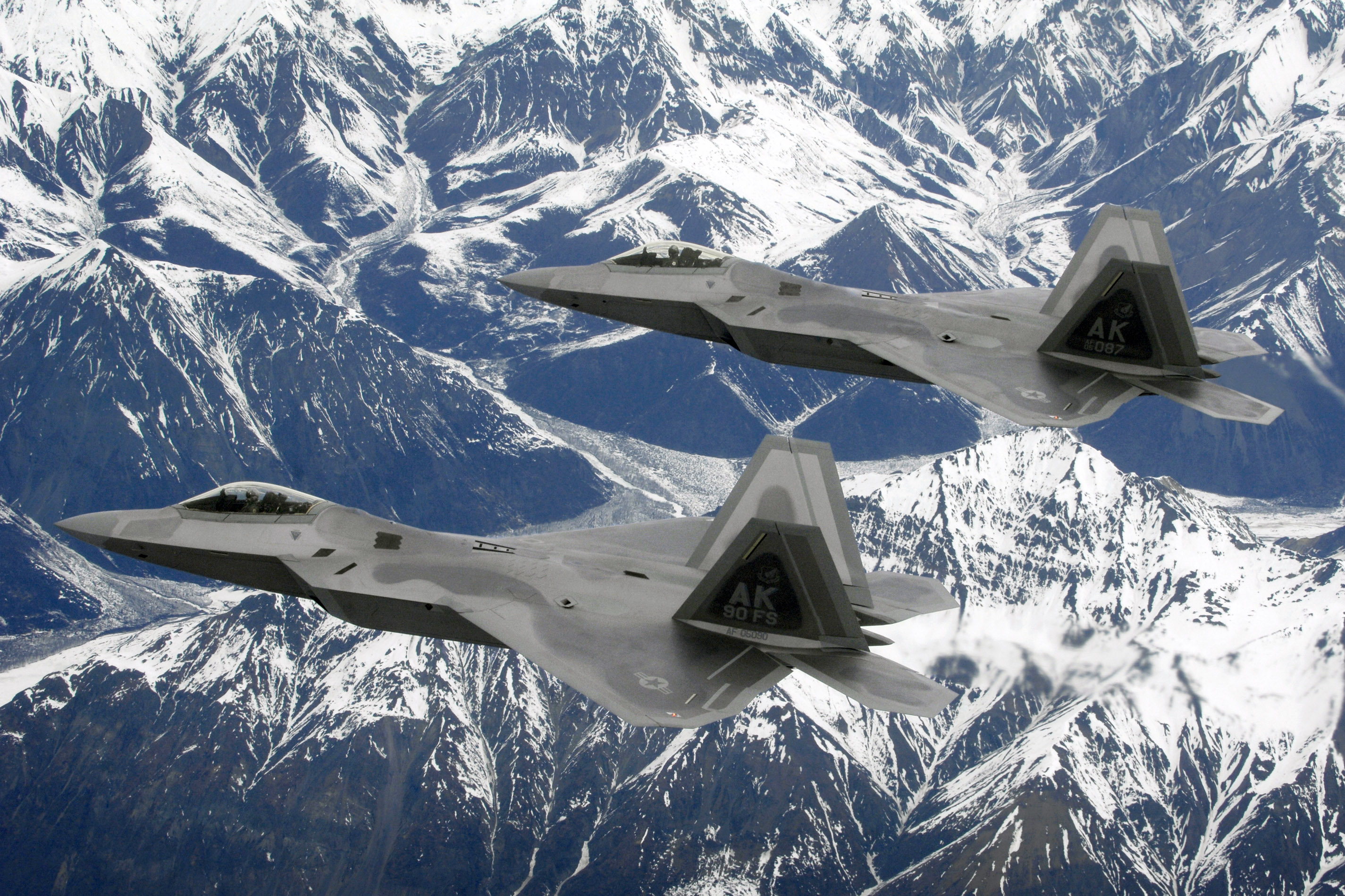
دو هواپیمای اف-۲۲ رپتور بر فراز پایگاه المندورف

پایگاه هوایی المندورف (شناسهٔ یاتا: EDF , شناسهٔ ایکائو: PAED) فرودگاهی نظامی و زیرمجموعه نیروی هوایی ایالات متحده آمریکا است که در نزدیکی شهر انکوریج ایالت آلاسکا قرار دارد. پایگاه هوایی المندورف از سال ۱۹۴۰ در خدمت نیروی هوایی آمریکا بوده‌است.